# Крумпен, Отте
Отте Крумпен (дат. Otte Krumpen; 1473 — 1569) — датский чиновник, маршал Дании с 1554 по 1567 год. На протяжении всей своей карьеры занимал сеньорию над различными земельными владениями в Швеции и Дании. Он занимал церемониальную должность при коронации датских королей Кристиана II и Фридриха I. Он был старшим братом датского католического епископа Стюгге Крумпена. У Отте не было детей, поэтому род Крумпенов умер вместе с ним.

## Биография
Отте Крумпен родился в семье Йоргена Крумпена из Скьоттерупа и Анны Стюггесдаттер Розенкранц. Он был братом католического епископа Стюгге Крумпена. О его юности ничего не известно, и предполагается, что он служил солдатом в иностранных армиях. Впервые он был упомянут в 1514 году, когда он вручал корону на коронации датского короля Кристиана II.
В 1517 году он получил сеньорию Ольхольм близ Нюстеда. В 1520 году он повел армию Кристиана II на войну против шведских повстанцев. Он победил Стена Стуре Младшего в битве при Богесунде, был ранен в битве при Уппсале и был посвящен в рыцари Кристианом II после капитуляции Швеции в Стокгольме.
Он получил сеньорию Хельсингборга в 1521 году и сражался при вторжении Любека близ этих мест в 1522 году вместе с архиепископом Лунда Йоханом Везе. Затем ему была пожалована сеньория прибыльного Транекера. Во время восстания против Кристиана II Крумпен присоединился к новому королю Дании Фредерику I. Он носил церемониальный меч во время коронации и стал членом тайного совета Риксрода. Он успешно изгнал лояльного Кристиану II Сорена Норби с Готланда в 1525 году, отправился с принцем Кристианом в Норвегию в 1529 году и заключил договор с Нидерландами против Любека осенью 1533 года.
Вместе со своим братом Стюгге Отте Крумпен выступал против реформации в Дании. Во время междоусобной гражданской войны между новым протестантским королем Кристианом III и сторонником католика Кристиана II графом Христофом Ольденбургским Крумпен без сопротивления сдал Христофу. В обмен он получил сеньорию Ольхольм, но был изгнан крестьянским восстанием. Сначала он был заключен в тюрьму в замке Нюкебинг, прежде чем Юрген Вулленвевер привез его в качестве заложника в Мекленбург. Крумпен вернулся в Данию в 1536 году, но ему потребовалось немало усилий, чтобы заслужить прощение Кристиана III.
Он вернулся в Риксрод в 1542 году, стал сеньором различных прибыльных земельных владений и принимал участие в различных дипломатических сделках Кристиана III. Он был назначен маршалом Дании в 1554 году. Он снова носил церемониальный меч на коронации Фредерик II Датского в 1559 году, но у него не сложились хорошие отношения с новым королем. Во время Северной Семилетней войны с 1563 по 1570 год Крумпен получил командование армией от Фредерика II в 1564 году, снова был освобожден от своих обязанностей в 1565 году, и ушел в отставку с поста маршала в 1567 году. Он умер в 1569 году как последний из рода Крумпенов и был похоронен в аббатстве Мариагер.